# ペースメーカー (ソフトウェア)
ペースメーカー (Pacemaker) は、コンピュータ・クラスターで使われる高可用性リソース・マネージャ・ソフトウェアであり、オープンソースとして2004年に登場した。2007年頃までは Linux-HA プロジェクトの一部であり、そののち独立したプロジェクトとしてスピンアウトした。
リソースの管理にいくつかの API が実装されているが、その中でも推奨されているのは、オープン・クラスタ・フレームワークのリソース・エージェント API である。
ペースメーカーは通常、Corosync あるいは Heartbeat と共に使われる。